# Кирххајм на Некару
Кирххајм ам Некар (њем. Kirchheim am Neckar) општина је у њемачкој савезној држави Баден-Виртемберг. Једно је од 39 општинских средишта округа Лудвигсбург. Према процјени из 2010. у општини је живјело 5.208 становника. Посједује регионалну шифру (AGS) 8118040.

## Географски и демографски подаци
Кирххајм ам Некар се налази у савезној држави Баден-Виртемберг у округу Лудвигсбург. Општина се налази на надморској висини од 178 метара. Површина општине износи 8,5 km². У самом мјесту је, према процјени из 2010. године, живјело 5.208 становника. Просјечна густина становништва износи 611 становника/km².

## Међународна сарадња
| Мјесто | Држава    | Врста сарадње | Од    |
| ------ | --------- | ------------- | ----- |
|        | Француска | пријатељство  | 1995. |
| Извор  |           |               |       |